# Huai Khot (huyện)
Huai Khot (tiếng Thái: ห้วยคด) là một huyện (amphoe) ở miền trung của Uthai Thani Province, phía bắc Thái Lan.

## Lịch sử
Tambon Huai Khot, Suk Ruethai và Thong Lang được tách từ Ban Rai và lập tiểu huyện Huai Khot (king amphoe) ngày 1 tháng 8 năm 1984. Đơn vị này đã được nâng cấp thành huyện ngày 3 tháng 11 năm 1993.

## Địa lý
Các huyện giáp ranh (từ phía nam theo chiều kim đồng hồ) là: Ban Rai, Lan Sak và Nong Chang của Uthai Thani.

## Hành chính
Huyện này được chia thành 3 phó huyện (tambon), các đơn vị này lại được chia ra thành 31 làng (muban). Không có khu vực đô thị (thesaban). Có 3 Tổ chức hành chính tambon.
| STT. | Tên         | Tên Thái | Số làng | Dân số |  |
| ---- | ----------- | -------- | ------- | ------ |  |
| 1.   | Suk Ruethai | สุขฤทัย    | 13      | 6.564  |  |
| 2.   | Thong Lang  | ทองหลาง  | 8       | 7.043  |  |
| 3.   | Huai Khot   | ห้วยคต    | 10      | 5.940  |  |